# Guy Saint-Pierre
Pour les articles homonymes, voir Saint-Pierre.
Joseph Armand Guy Saint-Pierre, né le 3 août 1934 à Windsor Mills (Québec) et mort le 23 janvier 2022 à Montréal, est un ingénieur, homme d'affaires et homme politique canadien. Entre 1970 et 1976, il est député libéral de Verchères puis de Chambly à l'Assemblée nationale du Québec et ministre dans le premier gouvernement de Robert Bourassa.
Au terme de sa carrière politique, il se tourne vers le monde des affaires, orchestrant la fusion des deux plus grandes sociétés montréalaises de génie-conseil au sein du groupe SNC-Lavalin en 1991.

## Biographie
Guy Saint-Pierre est le fils d'Armand Saint-Pierre, un arpenteur-géomètre de la région des Bois-Francs et d'Alice Perra, une américaine originaire du Massachusetts.
Il étudie au Collège Sacré-Cœur de Victoriaville avant de débuter à l'automne 1953 son baccalauréat en génie civil à l'Université Laval d'où il est diplômé au printemps 1957. Pour défrayer ses études de premier cycle il s'engage dans le Corps-école des officiers canadiens (CÉOC), le programme universitaire d'élève-officier de l'Armée canadienne et sert à titre de capitaine dans le corps du Génie de l'armée de terre. Récipiendaire de la bourse Athlone, il s'envole à l’été 1957 vers Londres avec son épouse Francine Garneau pour compléter une maîtrise en génie civil à l'Imperial College of Science and Technology de l'Université de Londres, d'où il sort diplômé en 1959.
Il décède le 23 janvier 2022 dans sa résidence à Montréal à l'âge de 87 ans.

### Ingénieur
De retour au Québec, Guy Saint-Pierre complète son affectation avec les forces canadiennes dans le corps canadien des ingénieurs à Gagetown au Nouveau-Brunswick et à la base de Valcartier avec le 5e Régiment du génie de combat.
Père de 3 jeunes enfants, Marc, Guylaine et Nathalie, il quitte l’armée en 1964 et devient registraire de la Corporation des ingénieurs du Québec. La firme d’ingénierie Acres Québec l'engage en 1967 pour réaliser l’aménagement hydroélectrique des chutes Churchill au Labrador. Il devient vice-président de la firme en 1969. Au cours de cette période, il cumule aussi la fonction de secrétaire trésorier de l’Association des ingénieurs-conseils du Canada.

### Carrière politique
Au printemps 1970, le gouvernement de l’Union nationale est au pouvoir depuis juin 1966 et le Québec se rapproche d’une élection générale. Résidant à Saint-Bruno sur la rive sud de Montréal, un groupe de citoyens dont le député du PLCQ M. Yvon L'Heureux l’invite à se porter candidat libéral. Le 29 avril, il est élu député libéral de la circonscription de Verchères et ministre de l’Éducation dans le gouvernement de Robert Bourassa.
Il sera muté au poste de ministre de l'Industrie et du Commerce en février 1972, poste qu’il occupera jusqu’à la défaite du PLQ le 15 novembre 1976.

### Direction d'entreprise
Guy Saint-Pierre est nommé adjoint au président de la compagnie John Labatt en février 1977. En 1978, Guy Saint-Pierre est nommé président et chef des opérations des Minoteries Ogilvie, une filiale du conglomérat John Labatt. Il occupera ce  poste jusqu’en 1988. Parallèlement, il est nommé membre du conseil consultatif du Trust Royal en 1987 et président de l’Association des manufacturiers canadiens la même année.
Après une décennie à la tête d’Ogilvie, une  entreprise canadienne du secteur agro-alimentaire, il songe à diriger une entreprise québécoise. Une occasion se présente à lui lorsque le conseil d’administration de la firme d’ingénierie SNC lui offre le poste de président et chef de l’exploitation. Il accepte le poste en janvier 1989. Le concurrent de SNC, la firme d’ingénierie Lavalin, éprouve de sérieuses difficultés financières au printemps 1991. Guy Saint-Pierre et son équipe font l’acquisition de cette dernière au mois d’août de la même année.
Devenu président et chef de l’exploitation de la nouvelle firme SNC-Lavalin, Guy Saint-Pierre fera de cette entreprise entre 1991 et 2002 l’une des 5 plus importantes firmes d’ingénierie au monde. Il occupera le poste de président et chef de l’exploitation de 1989 à 1996 et de président du Conseil d’administration de mai 1996 à mai 2002. Au cours de cette période il siège entre autres aux conseils d’administration de la Banque royale du Canada, de la compagnie Alcan, General Motors du Canada, BCE, Stelco, Suncor, ESSROC et du Conseil canadien des chefs d’entreprises dont il sera le président en 1995. Au même moment, il agit à titre de président de la campagne Centraide afin de porter assistance aux défavorisés. Enfin, il est élu président du Conference Board du Canada pour les années 1992 et 1993.
En 1994 il remporte le prix du président et chef de la direction (PDG) de l’année au Canada. Le 31 juillet 2001, il est le premier francophone au pays à accéder au poste de président du conseil d’administration de la Banque royale du Canada (2001 à 2004).

## Honneurs
- 1975 - Médaille Julian C. Smith
- 1993 - Médaille Sir John Kennedy
- 2001 - Médaille Gloire de l'Escolle
- 2009 - Grand officier de l'Ordre du Québec
- Officier de l'Ordre du Canada
- Prix du président-directeur général de l'année au Canada, 1994
- Doctorat honorifique de l'Université Concordia
- Doctorat honorifique de HEC Montréal
- Doctorat honorifique de l'Université de Sherbrooke
- Doctorat honorifique de l'Université Laval
- Doctorat honorifique du Collège militaire royal de Saint-Jean
- Membre élu du Panthéon des hommes d'affaires canadiens (Canadian Business Hall of Fame)[3].